# Дальник (річка)
Дальни́к — мала річка в Україні, в межах Одеського району Одеської області. Впадає в Сухий лиман (басейн Чорного моря). Назва походить від крим. Dal Lik — місце заросле кущами.

## Опис
Довжина — 18 км, площа басейну — 175 км². Долина порівняно неглибока. Річище помірно звивисте, в нижній течії місцями заболочене, у верхів'ях часто пересихає. Споруджено декілька ставків.

## Розташування

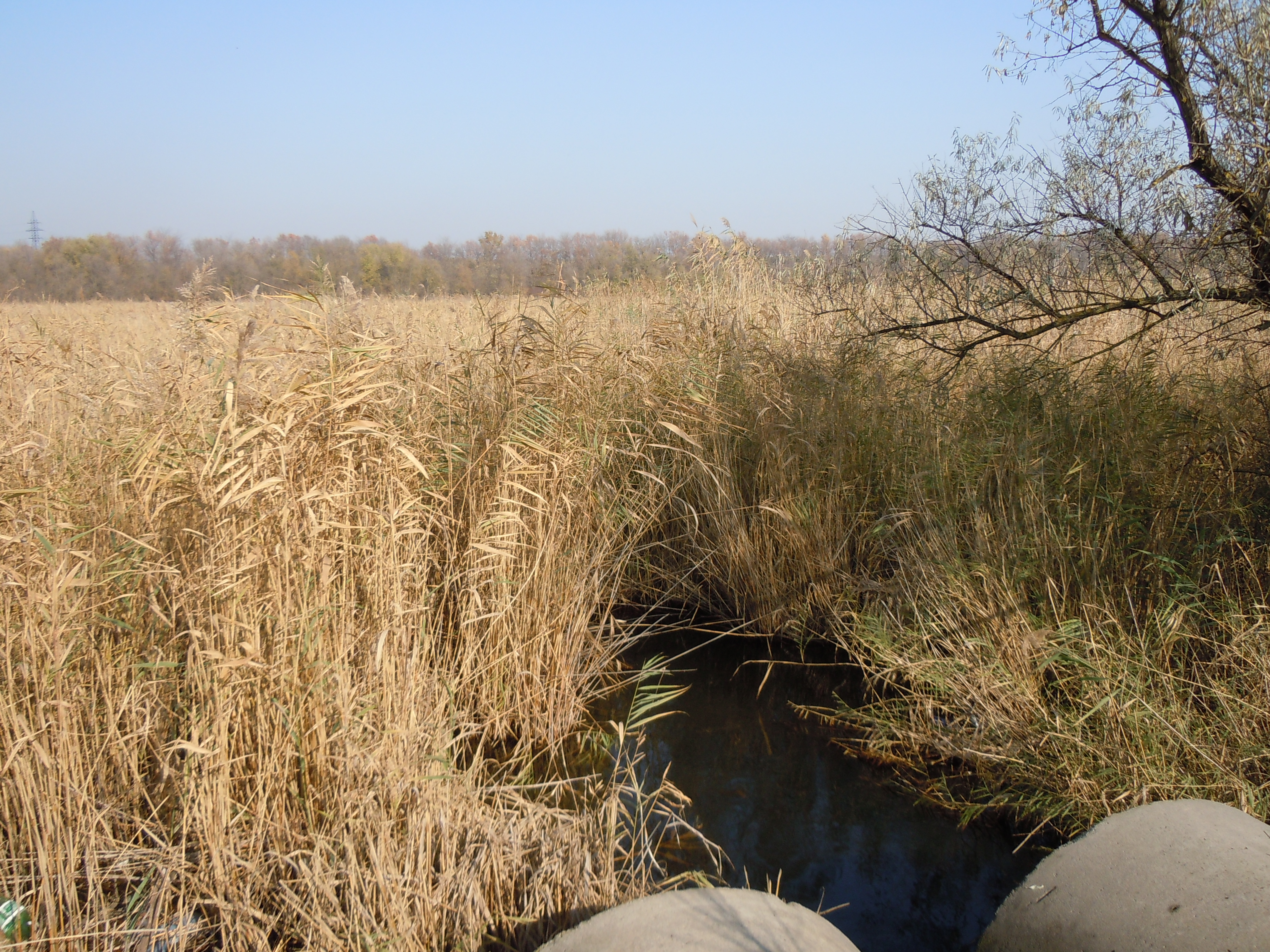
Місце впадіння річки до Сухого лиману

Дальник бере початок на захід від села Дачного. Тече на південь і (частково) південний схід. У пригирловій частині робить кілька зиґзаґоподібних закрутів. Впадає до Сухого лиману на північний схід від села Нова Долина.
На річці розташовані села: Великий Дальник і Нова Долина.